# Ruimteonderzoek

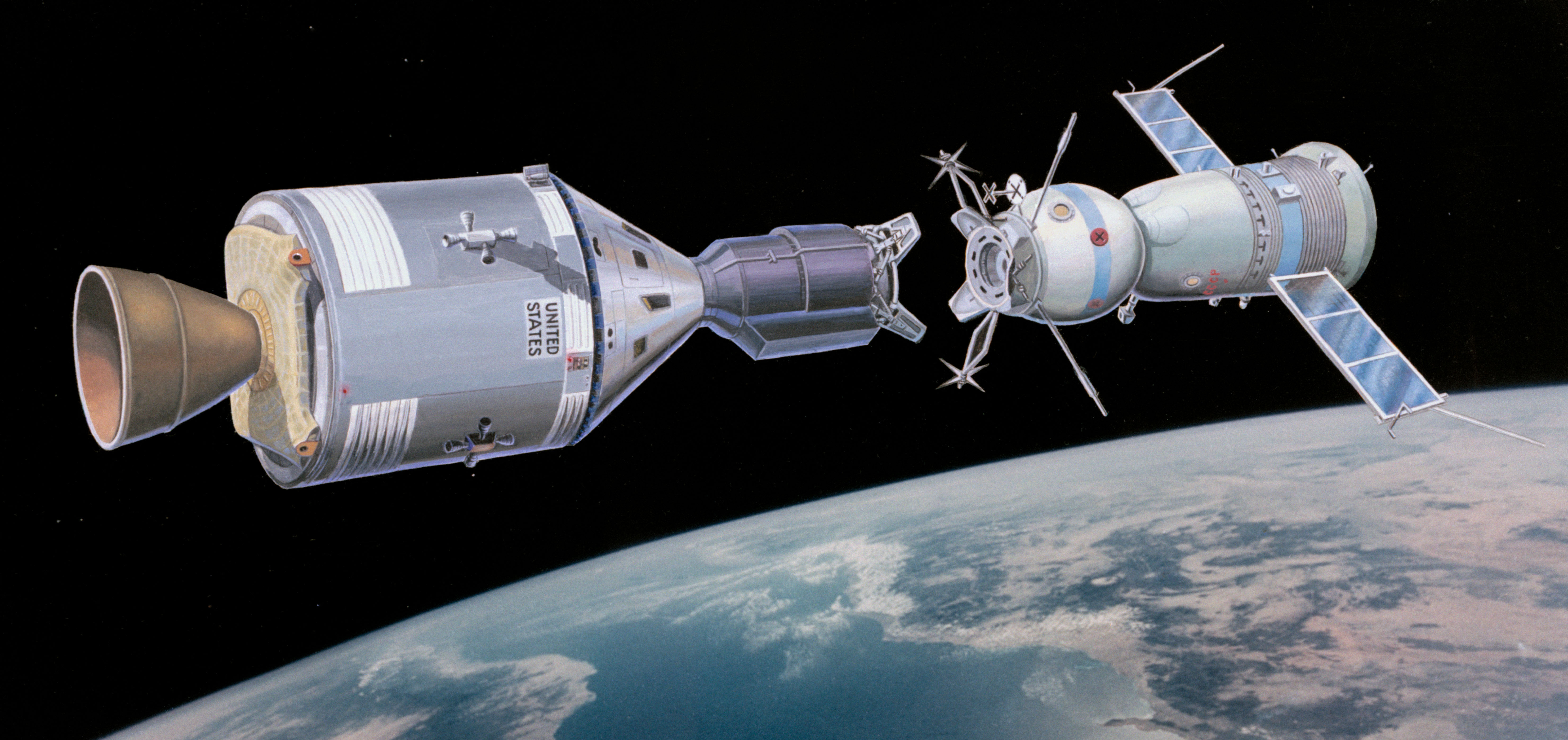
De koppeling van de Apollo en de Sojoez-ruimtecapsules op 15 juli 1975 betekent het einde van de ruimtewedloop.

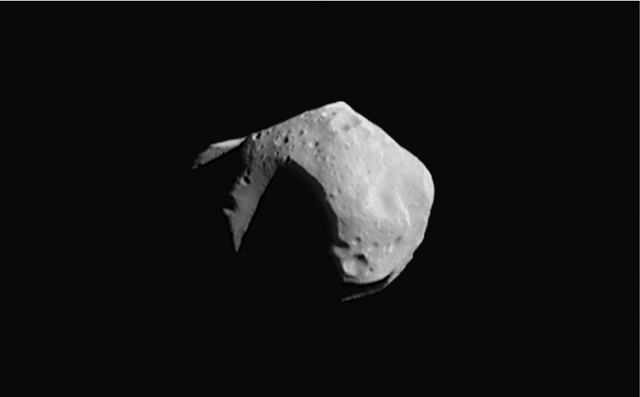
Foto van de planetoïde 253 Mathilde, in 1997 gemaakt door de ruimtesonde NEAR Shoemaker. Mathilde is iets groter dan 50 km in diameter.

Ruimteonderzoek is het gebruik van astronomie en ruimtetechnologie om op een fysische manier de ruimte te onderzoeken met al dan niet bemande ruimtevluchten en ruimtetuigen.
Al in de oudheid observeerde men de bewegingen van de hemellichamen.
De motivatie voor het ruimteonderzoek is echter niet steeds wetenschappelijk geweest: ook politieke motieven en wedijver speelden dikwijls mee.
Een belangrijke periode voor het ruimteonderzoek was de ruimtewedloop, de wedloop die de Verenigde Staten en de Sovjet-Unie voerden om de verovering van de ruimte. Deze liep ruwweg van 1957 tot 1975 en werd gekenmerkt door inspanningen van beide naties om satellieten in omloop te brengen (met belangrijke militaire implicaties voor spionage en bewapening) en die uiteindelijk culmineerden in een bemande vlucht naar de maan met landing en terugkeer naar de aarde.

## Onderwerpen van onderzoek

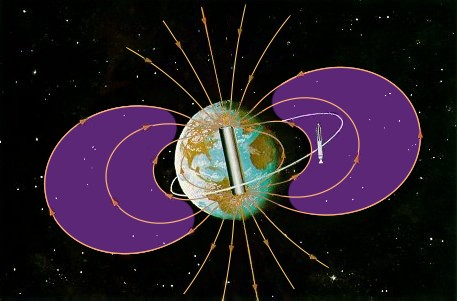
Van Allen-gordel

- Onderzoek van de aarde en zijn atmosfeer vanuit de ruimte
- Onderzoek van het zonnestelsel met zijn planeten, manen, planetoïden, ...
- Onderzoek van bekende sterren, hun planeten en manen.
- Zoektocht naar nog onbekende sterren en sterrenstelsels en exoplaneten.
- Zoektocht naar planeten en manen met mogelijkheid van leven
- Bestudering van de aanwezigheid en/of mogelijkheid van leven op planeten of manen.
- Bestudering van de banen van planetoïden en mogelijkheid van inslag op een planeet
- Bestudering van voorkoming inslag planetoïde door vernietiging of baanwijziging.
- Bestudering van de mogelijkheid van ontginning van ertsen van planetoïden en de maan.
- Bestudering van de gevolgen van het gebrek aan zwaartekracht.
- Voorbereiding van een bemande vlucht naar de maan. Zie ook ruimtevaart naar de Maan.
- Voorbereiding van een bemande vlucht naar Mars.
- Voorbereiding van een lange ruimtevlucht door bestudering van de gevolgen van straling en zonneerupties op het menselijk lichaam tijdens ruimtevluchten en tijdens het verblijf op hemellichamen
- Doorlopende proeven in het Ruimtestation

## Plaats van de observatie

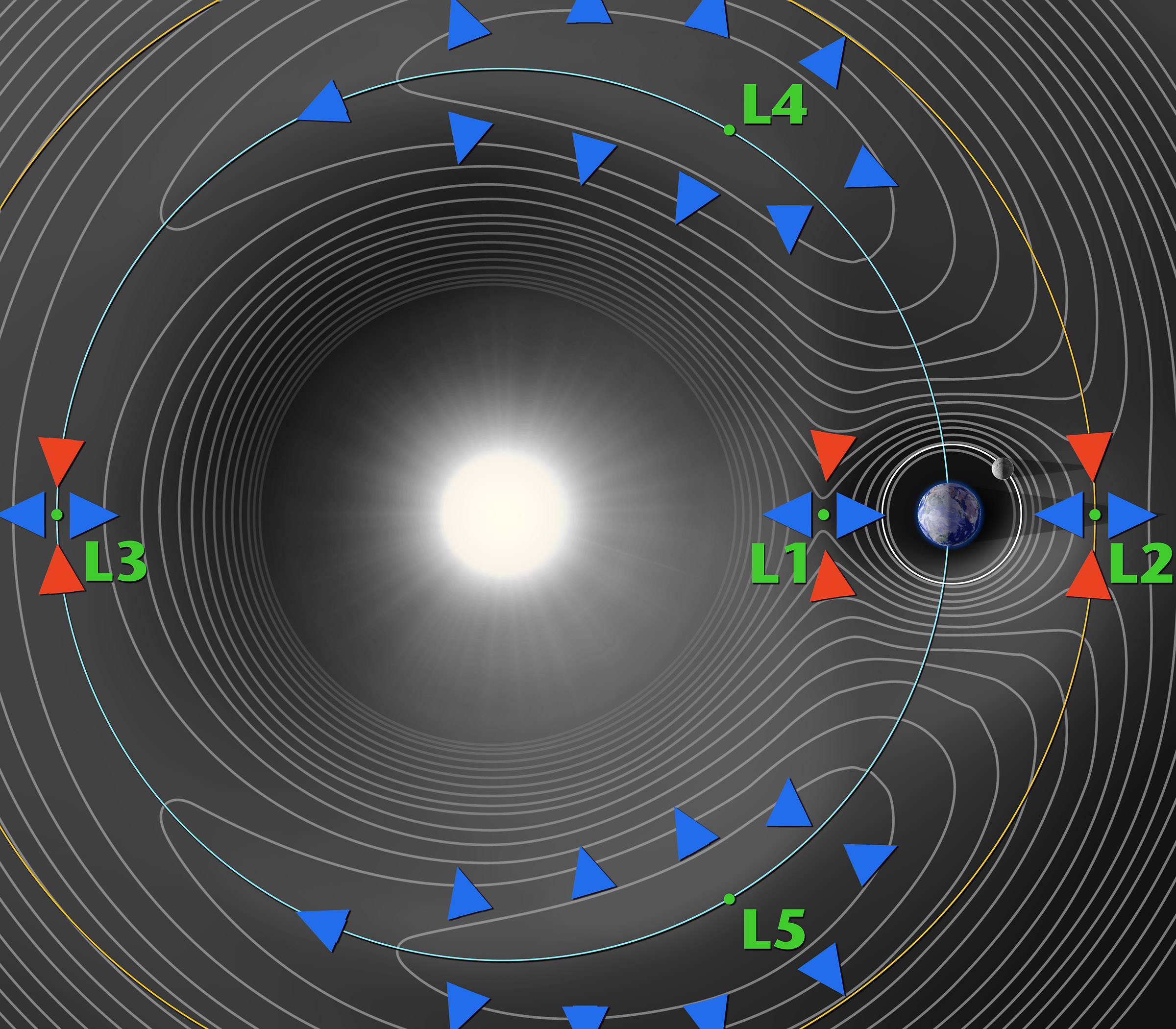
Lagrangepunten van het aarde/zon-systeem

- Observatie vanaf de aarde: sommige straling wordt geabsorbeerd door de atmosfeer van de aarde.
- Observatie vanuit een geostationaire baan om de aarde.
- Observatie vanuit een omloopbaan om de aarde.
- Observatie vanuit de lagrangepunten.
- Observatie vanaf andere planeten.
- Observatie in een omloopbaan rond een andere planeet.
- Observatie met bemande of onbemande vluchten langs verschillende planetoïden of planeten.

Lagrangepunten zijn relatief stabiele punten, alhoewel enkele punten labiel zijn omdat alleen verplaatsingen op de as zon-aarde gecompenseerd worden.
De stabiele lagrangepunten hebben het nadeel dat ze verzamelplaatsen zijn van ruimtestof en andere materialen die eens in deze zone gekomen gevangen worden en het zicht voor de telescopen kunnen hinderen, maar ook een gevaar opleveren voor beschadigingen.
De keuze tussen bemande en onbemande ruimtevluchten wordt mede bepaald door de extra mogelijkheden van bemande vluchten af te wegen tegen de veel hogere kostprijs en de extra gevaren ten opzichte van de onbemande vluchten.
Door de snel evoluerende techniek en mogelijke beschadigingen moeten ruimtetelescopen ook regelmatig vervangen worden, wat veel duurder is dan telescopen op aarde te renoveren.
Door de Van Allen Gordel is er geen bewoond station mogelijk boven 1000 km.

## Toepassing van nieuwere technieken
- Door de grotere spiegeldiameters van grotere telescopen moet de vervorming van de spiegel bijgestuurd worden.
- Grotere spiegels kunnen ook gemaakt worden door vele zeshoekige spiegels aan elkaar te voegen.
- Een virtuele grotere spiegeldiameter kan verkregen worden door verschillende kleinere spiegels op een bepaalde afstand van elkaar te plaatsen en met de computer deze beelden tot één beeld te verwerken.

Door beelden van verschillende observatietelescopen op aarde te combineren met een computer kunnen hoogwaardige beelden verkregen worden vergelijkbaar met deze van de Hubble-telescoop, met minder kosten.
- Vervorming van het beeld door de atmosfeer kan (deels) met de computer verwijderd worden, door de eigenschappen van de atmosfeer continu te detecteren en het beeld hiervoor continu aan te passen.
- Ook in de ruimte kunnen verschillende telescopen in gezamenlijk verband geplaatst worden, bevestigd aan één satelliet of met verschillende satellieten die afzonderlijk gestuurd worden om hetzelfde doel te bestuderen.

## Samenwerking tussen verschillende observatiemogelijkheden en amateurastronomen
- Als nieuwe sterren, planeten of manen gevonden worden door satellieten rond een planeet of een ruimtevlucht, dan worden deze verder opgevolgd door telescopen vanaf de aarde of vanuit de ruimte.
- De beelden van de telescopen van mogelijke nieuwe planetoïden, worden door amateurastronomen verder onderzocht en opgevolgd voor verder waarneming van de omloopbaan.

## Hedendaags ruimteonderzoek

### Ruimteonderzoek vanop de aarde
Zie ook: Lijst van grootste optische telescopen

#### Keck-observatorium
Het Keck-observatorium is een optische en infrarood-telescoop te Hawaï. Het bijzondere van de telescoop is dat hij bestaat uit twee fysieke telescopen met 10 meter spiegels, waarmee interferometrie mogelijk is. De telescoop is wetenschappelijk van zeer grote waarde omdat de technieken er ontwikkeld worden waarmee toekomstige ruimtetelescopen als de Terrestrial Planet Finder zullen werken, anderzijds omdat de telescoop een van de eerste zal zijn waarmee licht van een ster uit een opname gefilterd kan worden waarmee een blik geworpen kan worden op het zonnestelsel van de betreffende ster.

#### Very Large Telescope (VLT)
De VLT bestaat uit vier grote 8,2 meter telescopen en een aantal kleinere telescopen met een spiegeldoorsnede van 1,8 m. De vier telescopen staan bekend als Antu, Kueyen, Melipal en Yepun, of meer prozaïsch als UT1, UT2, UT3 en UT4.
De 4 spiegeltelescopen kunnen als een interferometer aan elkaar worden gekoppeld, waardoor ze als één grote telescoop kunnen opereren. Dit systeem staat bekend als VLTI.

#### Supernova Cosmology Project
Het Supernova Cosmology Project bestudeert type 1A supernova's met een grote roodverschuiving (Z > 1.2).
Voor het project wordt gebruikgemaakt van de Hubble-ruimtetelescoop, de Very Large Telescope (VLT) van European Southern Observatory (ESO) in Chili en de Kecktelescoop in Hawaï.

### Ruimteonderzoek vanuit de ruimte

#### Ruimteonderzoek vanuit lagrangepunt L1
De zonneobservatiesatelliet Solar and Heliospheric Observatory (SOHO) is in L1 geplaatst, zodat deze constant zicht op de zon heeft en toch een vaste positie ten opzichte van de aarde heeft. De satelliet beschrijft een baan om L1 heen zodat deze dus niet altijd precies in de richting van de zon staat. Een baan om L1 is enkel mogelijk in het vlak loodrecht op de lijn aarde-zon, gezien de stabiliteit van L1. De baan van SOHO heeft een halve lange as van ongeveer 660 000 km in de richting van de omloopbaan om de zon ligt. Met een afstand van ongeveer 1,5 miljoen kilometer van de aarde ligt de maximale afwijking van de zonsrichting op enige tientallen graden.

#### Ruimteonderzoek vanuit lagrangepunt L2
- De Wilkinson Microwave Anisotropy Probe in lagrangepunt L2 van aarde/zon.
- De James Webb-ruimtetelescoop (James Webb Space Telescope, JWST) is een infraroodtelescoop die de Hubble-ruimtetelescoop moet vervangen.
- Gaia van de Europese ruimtevaartorganisatie ESA bevindt zich in een Lissajous-achtige baan rond het L2 punt van aarde/zon.

#### Ruimteonderzoek vanuit een heliocentrische baan om de zon

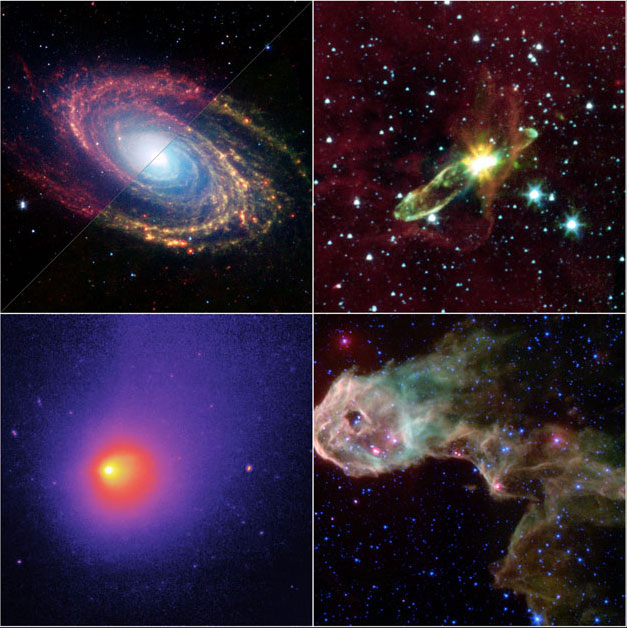
Eerste foto's van de Spitzer Space Telescope (credit: NASA/JPL-Caltech)

De Spitzer Space Telescope was een met vloeibaar helium gekoelde telescoop die in een heliocentrische baan achter de aarde aan om de zon draait, en gebruikt wordt voor observatie van het heelal in het infrarode golflengtegebied. Tot 18 december 2003 droeg deze ruimtetelescoop de naam Space Infrared Telescope Facility, kortweg SIRTF.
Spitzer Space Telescope was de vierde van NASA's Great Observatories, een ruimtevaartprogramma van ruimtetelescopen waartoe ook de Hubble-ruimtetelescoop, Chandra X-ray Observatory en de Compton Gamma Ray Observatory behoren.

#### Ruimteonderzoek vanuit een elliptische baan om de aarde

##### Chandra X-ray Observatory
De Chandra X-ray Observatory is een satelliet die waarnemingen doet in het röntgengebied. De satelliet is op 23 juli 1999 door de Spaceshuttle Columbia in een elliptische baan om de aarde geplaatst. De meest nabije afstand tot de aarde bedraagt 16.000 kilometer, de verste afstand bedraagt 133.000 km. De baan is elliptisch doordat de satelliet alleen kan waarnemen boven de Vanallengordels. Door deze baan kunnen er per omwenteling van 64 uur en 18 minuten, 55 uur besteed worden aan waarnemingen.
De Chandra X-ray Observatory is een van de vier ruimtetelescopen van NASA's Great Observatories, een ruimtevaartprogramma van ruimtetelescopen waartoe ook de Hubble-ruimtetelescoop, Spitzer Space Telescope en de Compton Gamma Ray Observatory behoren.

##### Ruimtetelescoop Hubble (HST)
Ruimtetelescoop Hubble bestaat uit een aantal precisie-instrumenten voor astronomische waarnemingen en draait sinds de lancering door de NASA op 24 april 1990 als een kunstmatige satelliet rond de aarde. De Hubble wordt gebruikt voor optische waarnemingen. De telescoop bezit ook een infraroodcamera.
In mei 2009 is door het aanbrengen van nieuwe gyroscopen en accu's de levensduur van de telescoop verlengd. Verder zijn nieuwe instrumenten geïnstalleerd: een Cosmic Origins Spectrograph en een nieuwe groothoekcamera, WFC3, die WFPC2 verving.
De HST zal vervangen worden door de James Webb-ruimtetelescoop (James Webb Space Telescope, JWST).
De Hubble-ruimtetelescoop is een van de vier ruimtetelescopen van NASA's Great Observatories, een ruimtevaartprogramma van ruimtetelescopen waartoe ook de Chandra X-ray Observatory, Spitzer Space Telescope en de Compton Gamma Ray Observatory behoren.

#### Ruimteonderzoek vanop of rond Mars
2001 Mars Odyssey (of kortweg Mars Odyssey) is een ruimtesonde van de NASA die zich sinds 24 oktober 2001 in een baan rond Mars bevindt. De start vond plaats op 7 april 2001 aan boord van een Delta II raket. De sonde werkt ondanks beschadigingen in 2003 nog steeds uitstekend.
De Mars Exploration Rovers (MER A en MER B) zijn twee onbemande ruimtevaartuigen die in januari 2004 op Mars landden. Het zijn robotwagentjes (rovers) die grotendeels zelfstandig in staat zijn om zich voort te bewegen, wetenschappelijk onderzoek te verrichten, foto's te nemen, en informatie naar de Aarde te zenden.
De Phoenix (ruimtesonde) werd op 4 augustus 2007 gelanceerd vanaf Cape Canaveral.
Rond 25 mei 2008 zal deze het oppervlak van de planeet Mars bereiken.
De Phoenix zal onderzoek gaan doen aan een van de poolkappen van de planeet. Zo zal o.a. gekeken worden of zich onder het ijs leven bevindt of heeft bevonden.

#### Ruimteonderzoek rond Saturnus
De Cassini-Huygens-missie is een ruimtevaartmissie die een studie maakt van Saturnus en zijn manen. Het is een samenwerkingsverband van NASA, ESA en ASI.

### Lijst van ruimtetelescopen

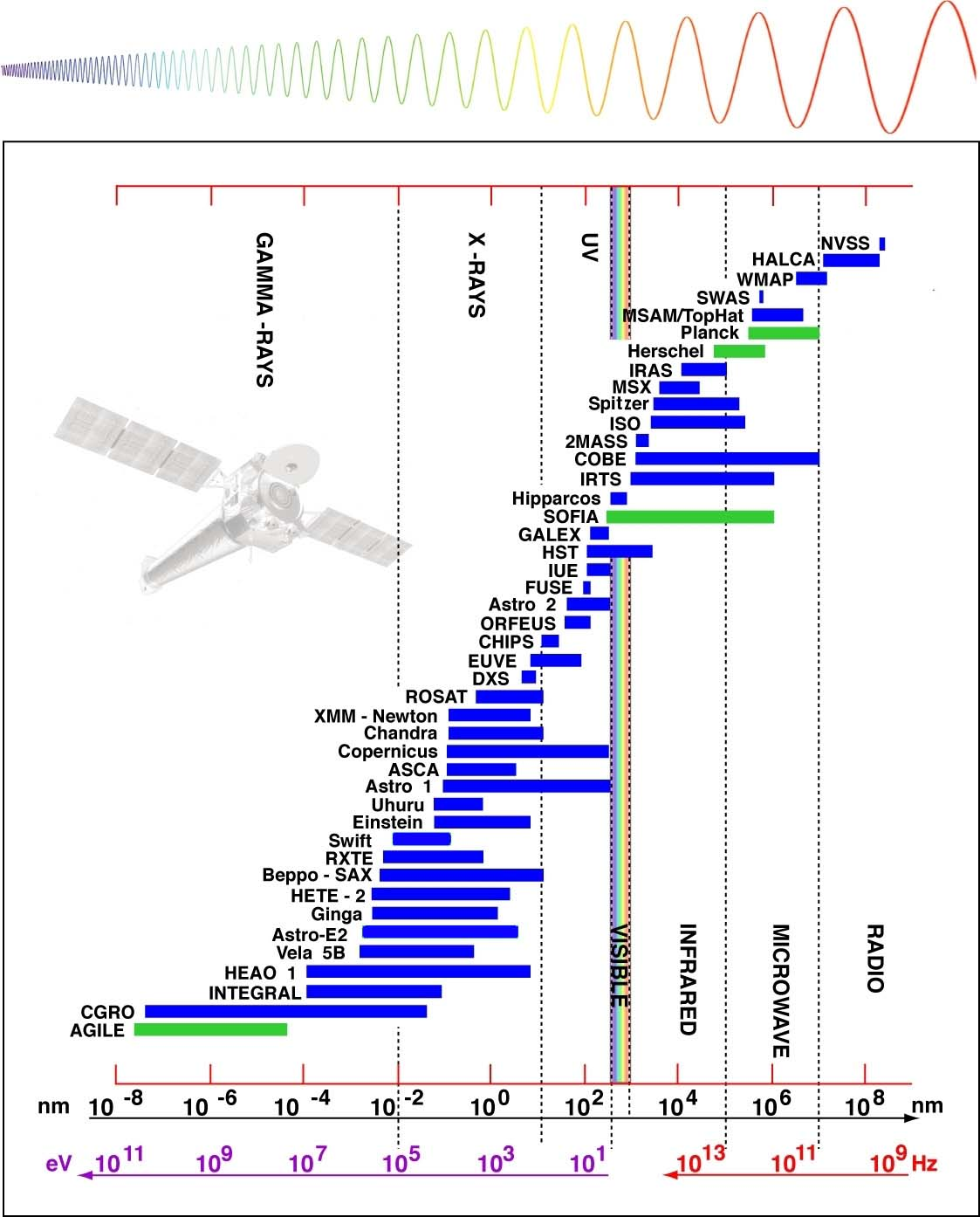
Ruimetelescopen en hun golflengtebereik in 2005. Blauw: Nog in gebruik of reeds uit dienst. Groen: in ontwikkeling

Lijst van ruimtetelescopen (onvolledig)
| Naam                            | Start    | Einde | Bereik                         | Eigenaar  |
| ------------------------------- | -------- | ----- | ------------------------------ | --------- |
| In dienst                       |          |       |                                |           |
| Hubble-ruimtetelescoop          | Apr 1990 |       | Zichtbaar licht                | NASA, ESA |
| Zon en Heliosfeer Observatorium | Dec 1995 |       | Zichtbaar en ultraviolet licht | NASA, ESA |
| Chandra X-ray Observatory       | Jul 1999 |       | Röntgenstraling                | NASA      |
| XMM-Newton                      | Dec 1999 |       | Röntgenstraling                | ESA       |
| WMAP                            | Jun 2001 |       | Microgolven                    | NASA      |
| Integraal (Satelliet)           | Okt 2002 |       | Gammastraling                  | ESA       |
| Galaxy Evolution Explorer       | Apr 2003 |       | Ultraviolet licht              | NASA      |
| Spitzer-Ruimtetelescoop         | Aug 2003 |       | Infraroodstraling              | NASA      |
| Suzaku                          | Jul 2005 |       | Röntgenstraling                | JAXA      |
| STEREO                          | Okt 2006 |       | Ultraviolet licht              | NASA      |

## Toekomstig ruimteonderzoek
Project Constellation is een programma van de NASA, dat opgestart is om doelen te bereiken die door president George W. Bush op 14 januari 2004 zijn voorgesteld, en vervolgens door het Amerikaanse congres zijn goedgekeurd onder de vorm van de "NASA Authorization Act" van 2005, dat de te volgen leidraad is voor de NASA.
Het houdt de volgende doelen in:
- Het Internationaal ruimtestation ISS in afgeslankte vorm afbouwen
- De Space Shuttle veilig laten vliegen tot 2010
- De "Crew Exploration Vehicle (CEV)" of de Orion ontwikkelen en in de vaart nemen vóór 2014
- Terugkeren naar de maan vóór 2020
- De aanwezigheid van de mens uitbreiden naar de rest van het zonnestelsel
- Een ondersteunend en betaalbaar bemand en onbemand programma
- Het ontwikkelen van ondersteunende vernieuwende technologie, kennis en infrastructuur
- Het promoten van deelname van commerciële en internationale partners

### Lijst van toekomstige satellieten (onvolledig)

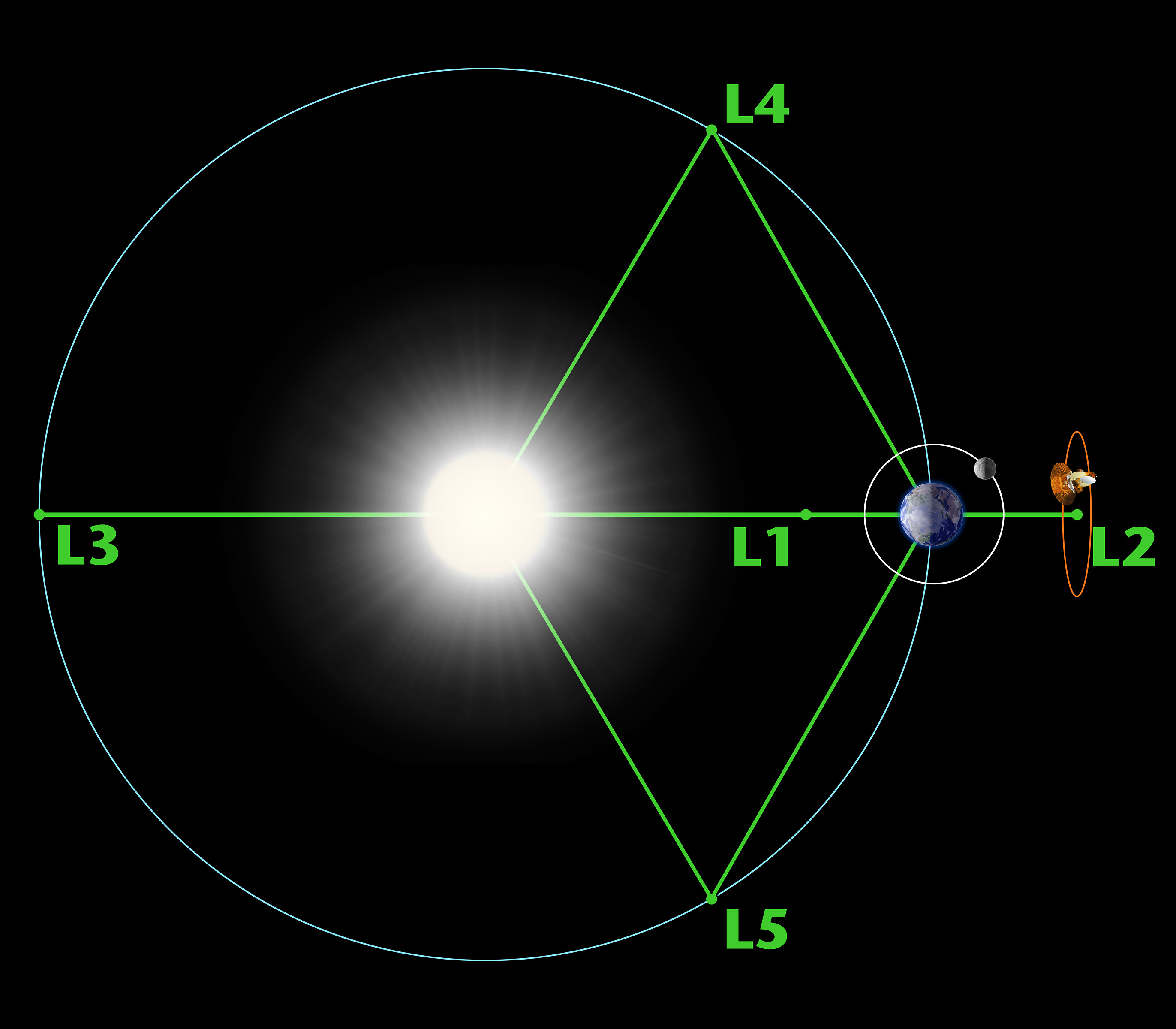
De vijf lagrangepunten (bron: NASA/WMAP Science Team)

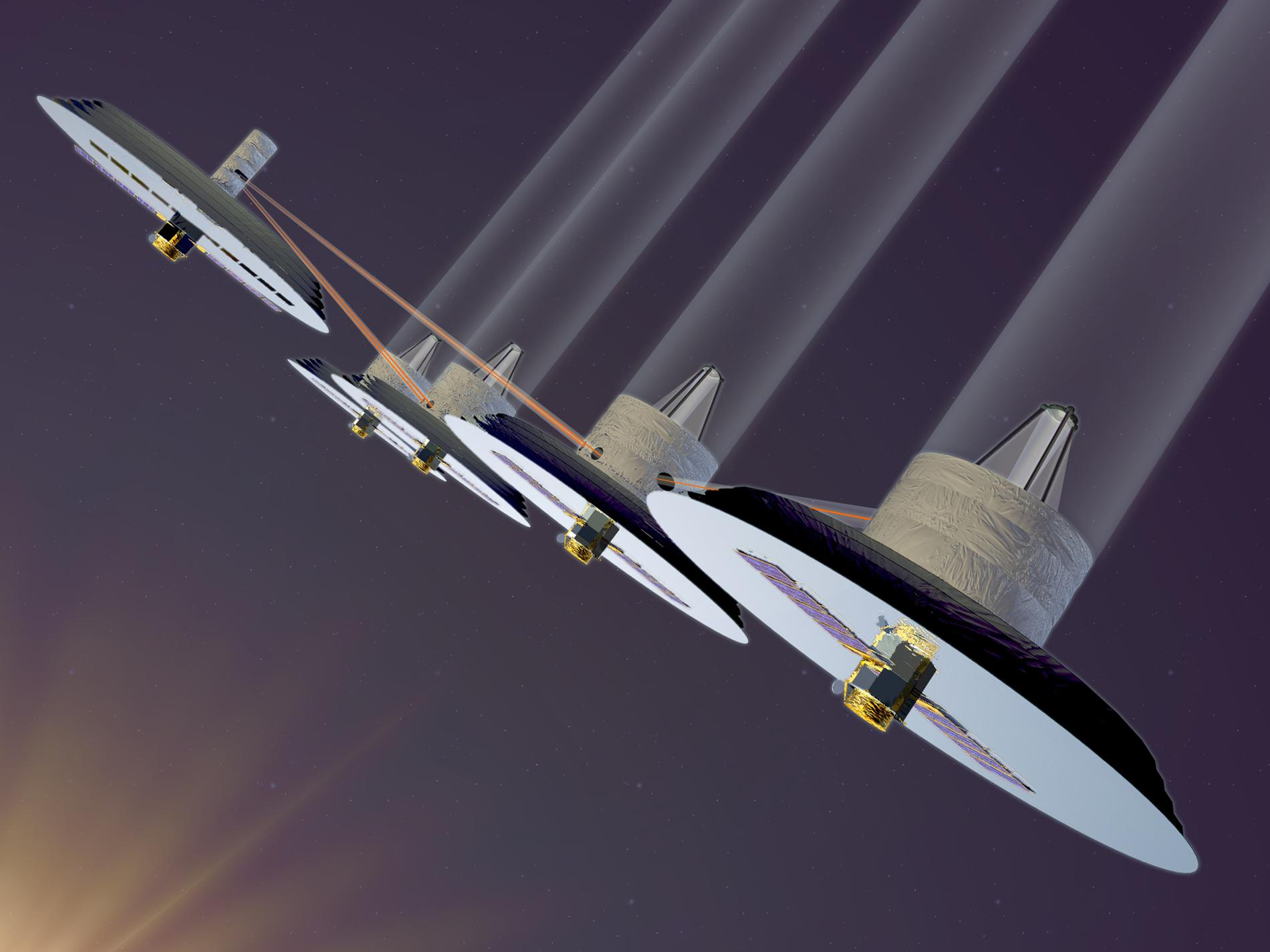
Terrestrial Planet Finder - de infraroodversie

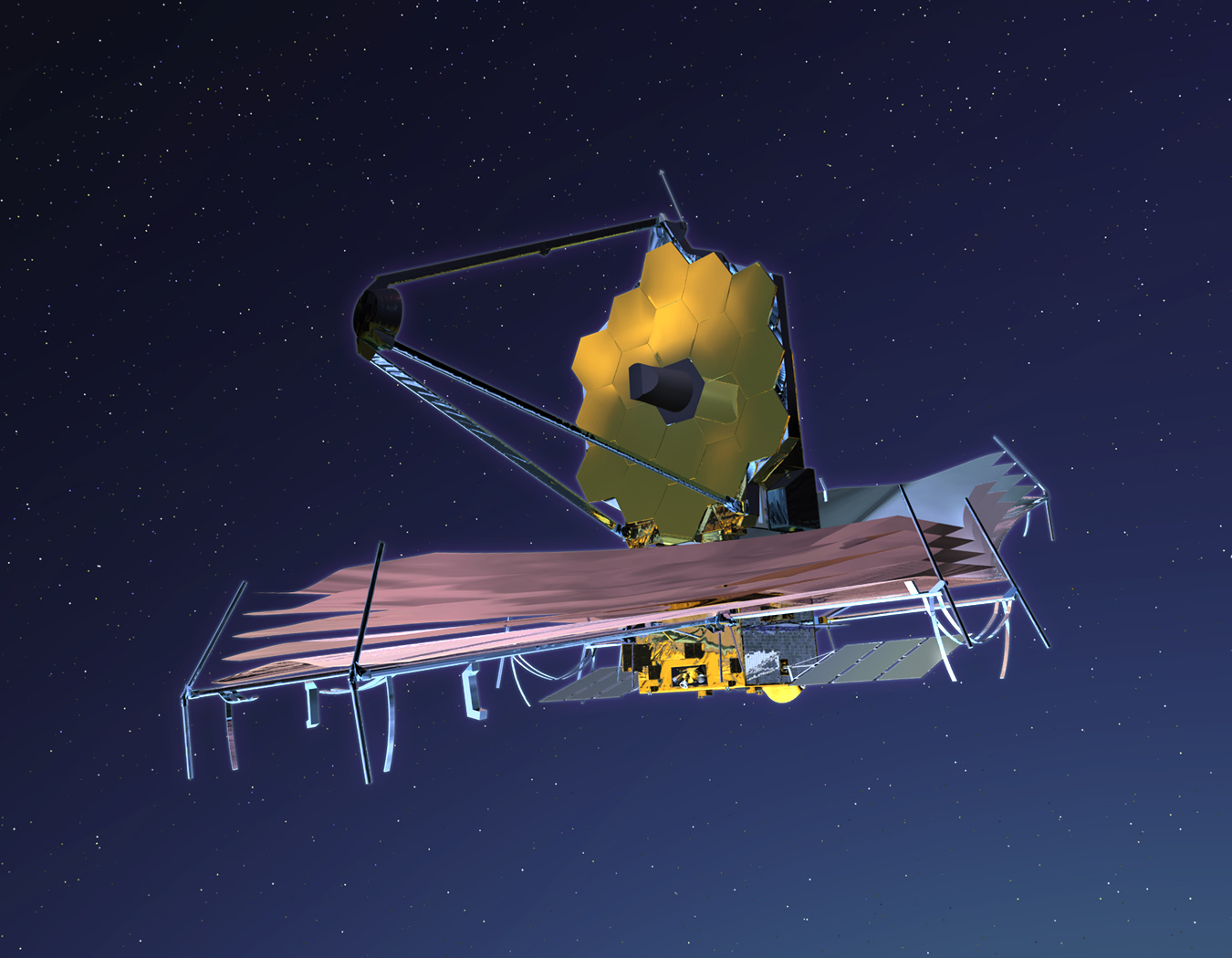
De James Webb-ruimtetelescoop

| Name                       | Start    | Einde | Bereik | Eigenaar       |
| -------------------------- | -------- | ----- | ------ | -------------- |
| James Webb-ruimtetelescoop | Jun 2015 |       | IR     | NASA, ESA, CSA |

### Telescopen die in langrangepunt L2 zullen worden geplaatst
Dat lagrangepunt bevindt zich op 1,5 miljoen kilometer afstand aan de nachtzijde van de aarde.

### Geplande vluchten voor bestudering van planeten en andere hemellichamen
Huidige waarnemingen gebeuren vanop de aarde (al of niet door het laten samenwerken van verschillende telescopen op verschillende plaatsen door middel van computers) of met een telescoop die in een baan om de aarde geplaatst werd.
Door het laten samenwerken van verschillende telescopen in de ruimte, waardoor een veel hogere lichtopbrengst mogelijk is, kunnen kleinere of verder afgelegen objecten gevonden en bestudeerd worden.
Twee projecten werden gepland in deze optiek:

#### Terrestrial Planet Finder
De Terrestrial Planet Finder was een telescoop die in 2007 gelanceerd zou moeten worden, maar door geldgebrek is dit project gestopt.

#### Darwin
Darwin was een opdracht voorgesteld door het Europese ruimteagentschap ESA om in nabijgelegen planetenstelsels naar aardachtige planeten te zoeken, waar leven mogelijk zou zijn.
ESA wil gebruikmaken van drie verschillende telescopen die samen met een communicatiesatelliet in lagrangepunt L2 zullen worden geplaatst. Door de beelden van deze telescopen samen te voegen, krijgt men een enorm scherp beeld, scherper zelfs dan dat van de Hubble-ruimtetelescoop. Elke telescoop zou minstens drie meter groot worden. Ook dit project is gestopt.

## Ruimteonderzoek in het verleden

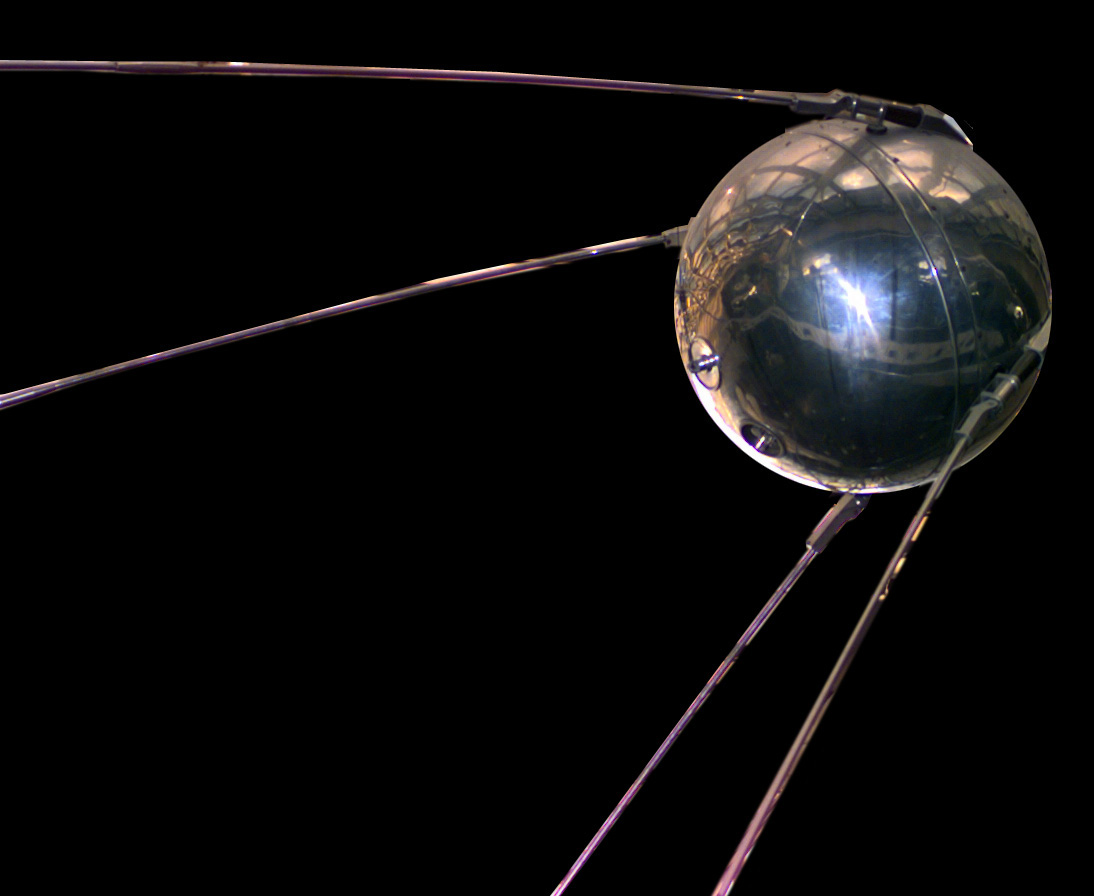
De eerste door de mens gemaakte satelliet in de ruimte Spoetnik 1

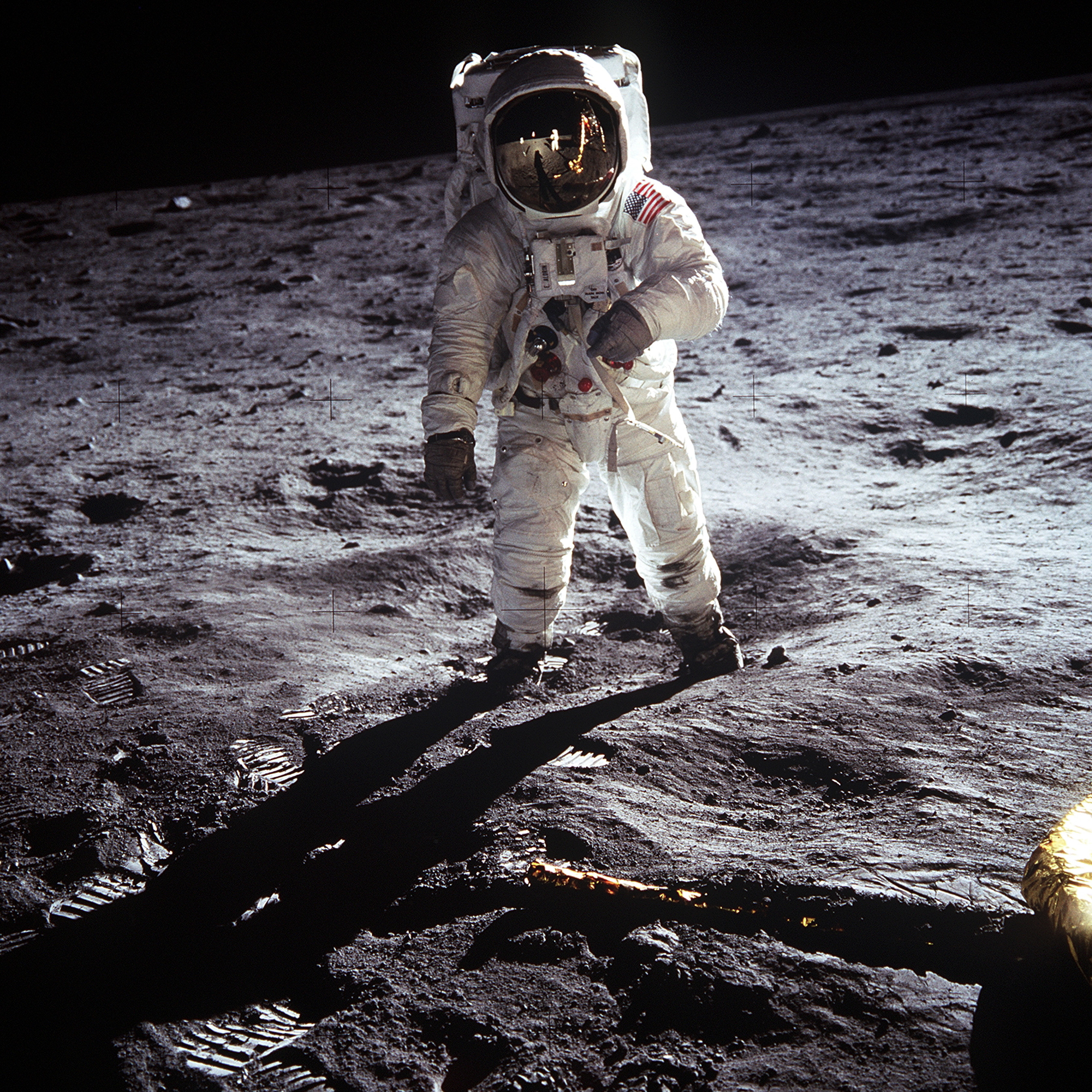
Astronaut Buzz Aldrin op de oppervlakte van de Maan. De maan is het enige hemellichaam buiten de aarde waar mensen op gelopen hebben

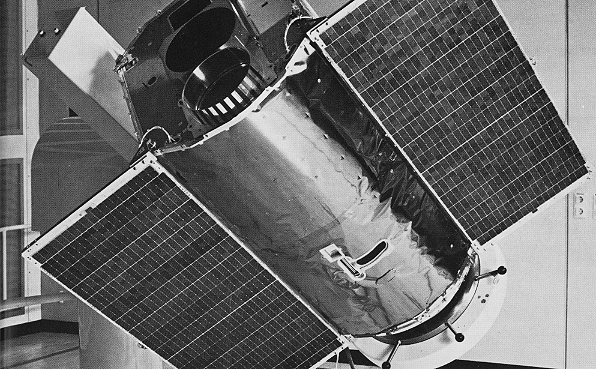
De Astronomische Nederlandse Satelliet in de werkstand bij Fokker Space Division

De vroegste ontdekking was, dat mensen kunnen overleven in gewichtloosheid. Nadat de Russen ruimtevluchten hadden ondernomen van meerdere uren verscheen het ruimteaanpassingssyndroom, waarbij gewichtloosheid fysische symptomen veroorzaken: ziekte en desoriëntatie.
Het menselijk lichaam past zich aan aan de gewichtloosheid, waardoor de terugkeer naar de aarde moeilijkheden geeft.
De Amerikanen ontdekten de Vanallengordels rond de aarde.
De Russen maakten de eerste foto's van de achterzijde van de maan. De achterzijde bleek meer kraters te hebben.
De Amerikaanse Apollomissies brachten rotsen van de maan mee terug naar de Aarde, die de theorie ondersteunden dat de maan vroeger een deel uitmaakte van de Aarde.

### Satellieten met afgewerkt programma
Lijst van ruimtesatellieten die uit dienst zijn (onvolledig)
| Naam                                   | Start    | Einde      | Bereik              | Eigenaar        |
| -------------------------------------- | -------- | ---------- | ------------------- | --------------- |
| Uit dienst                             |          |            |                     |                 |
| Radio Astronomy Explorer A             | Jul 1968 |            |                     |                 |
| Uhuru (SAS-1)                          | Dec 1970 | Maart 1973 | Röntgenstraling     | NASA            |
| Radio Astronomy Explorer B             | Jun 1973 | Aug 1977   |                     |                 |
| International Ultraviolet Explorer     | Jan 1978 | Sep 1996   | Ultraviolet licht   | NASA, ESA, SERC |
| IRAS (satelliet)                       | Jan 1983 | Nov 1983   | Infrarood licht     |                 |
| Exosat                                 | Mei 1983 | Apr 1986   | Röntgenstraling     | ESA             |
| Infrared Space Observatory             | Nov 1995 | Apr 1998   | Infrarood licht     | ESA             |
| COBE                                   | Nov 1989 | 1993       | Microgolven         | NASA            |
| Compton Gamma Ray Observatory          | Apr 1991 | Jun 2000   | Gammastraling       | NASA            |
| ROSAT                                  | Jun 1990 | Feb 1999   | Röntgenstraling     | DLR             |
| Yohkoh                                 | Aug 1991 | Dec 2001   | Röntgenstraling     | ISAS            |
| BeppoSAX                               | Apr 1996 | Apr 2002   | Röntgenstraling     | ASI             |
| Extreme Ultraviolet Explorer           | Jun 1992 | Jan 2001   | Extreem ultraviolet | NASA            |
| Far Ultraviolet Spectroscopic Explorer | Jun 1999 | Jul 2007   | Ultraviolet licht   | NASA            |

#### Astronomische Nederlandse Satelliet (ANS)
In de jaren zeventig van de twintigste eeuw leverde Nederland een eerste substantiële ruimtevaartbijdrage met het ontwerp, de bouw en de lancering van de Astronomische Nederlandse Satelliet, de ANS.

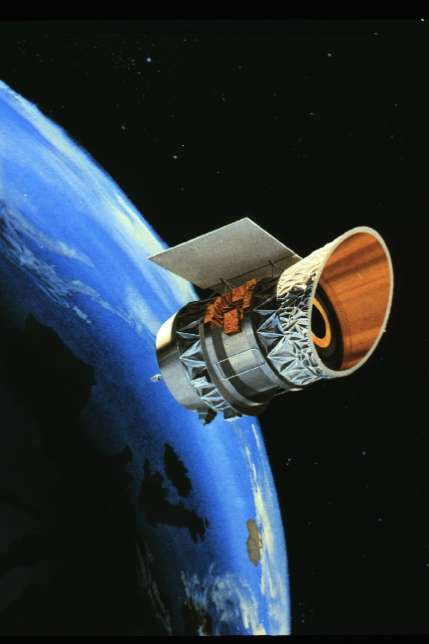
Artistieke impressie van IRAS in zijn baan om de aarde

#### IRAS
IRAS was een zeer succesvolle satelliet voor het waarnemen van infraroodstraling die gelanceerd werd op 26 januari 1983 en die negen maanden actief bleef tot 23 november 1983. IRAS voerde de eerste 'all-sky survey' uit in het infrarode deel van het spectrum. Met de resultaten werd de eerste hemelatlas van infrarode stralingsbronnen samengesteld.
De IRAS-resultaten bleken in de loop van de jaren tachtig van zeer groot belang te zijn voor de kosmologie, aangezien IRAS een zeer groot aantal sterrenstelsels had waargenomen zonder hinder te ondervinden van galactische absorptie. Het succes van IRAS was zelfs zo groot, dat in de jaren nadien meerdere opvolgers zijn gelanceerd, zoals de Europese ISO satelliet in 1995 en de Amerikaanse Spitzer satelliet (NASA's Great Observatories project) in 2003. Naar de satelliet is de planetoïde (3728) IRAS vernoemd.

#### ISO
ISO is een afkorting voor Infrared Space Observatory (Infrarood Ruimte Observatorium).
In zijn tijd was ISO de meest gevoelige infrarood satelliet ooit gelanceerd. ISO maakte belangrijke studies over de stoffige regio's van het universum, daar waar zichtbaar licht telescopen niets konden zien. De weelde aan data die dit opleverde resulteert nu nog steeds in belangrijke wetenschappelijke ontdekkingen.
ISO heeft vele sterrenstelsels geobserveerd die maar half zo oud zijn als het universum door te "staren" door een raam in ons eigen stoffige melkwegstelsel, het Lockman Hole genoemd.
ISO werd gelanceerd op 17 november 1995 en is sinds 1998 niet meer in gebruik.

### Ruimtemissies in het verleden

#### Cervantes-missie

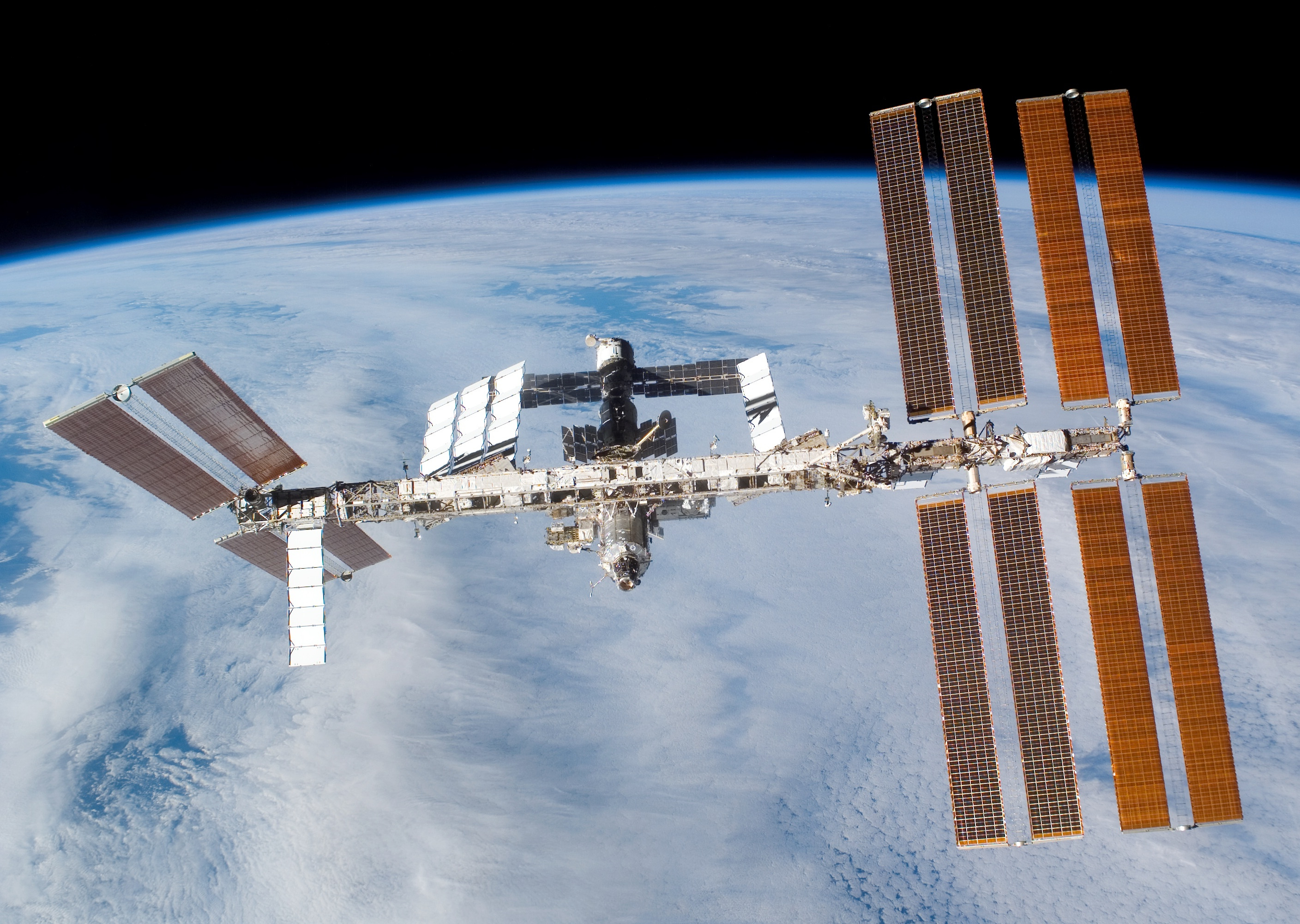
Status internationaal ruimtestation ISS, na STS-120 Space Shuttle Discovery-missie, oktober/november 2007

De Cervantes-missie is een tiendaagse ruimtevaartmissie naar het International Space Station (ISS), waarin de ESA-ruimtevaarder Pedro Duque uit Spanje een belangrijke rol speelt. De lancering vond plaats op 18 oktober 2003.

#### Delta-missie
De Delta-missie is een 10-daagse ruimtemissie naar het International Space Station (ISS), waarin de ESA ruimtevaarder André Kuipers uit Nederland een belangrijke rol speelt. De lancering is geweest op 19 april 2004.

## Belangrijke personen in het ruimteonderzoek
Professor Cornelis 'Kees' de Jager leidde vanaf de oprichting in 1961 het Laboratorium voor Ruimteonderzoek, het huidige SRON, dat een lange reeks van succesvolle bijdragen aan het ruimte-onderzoek leverde.

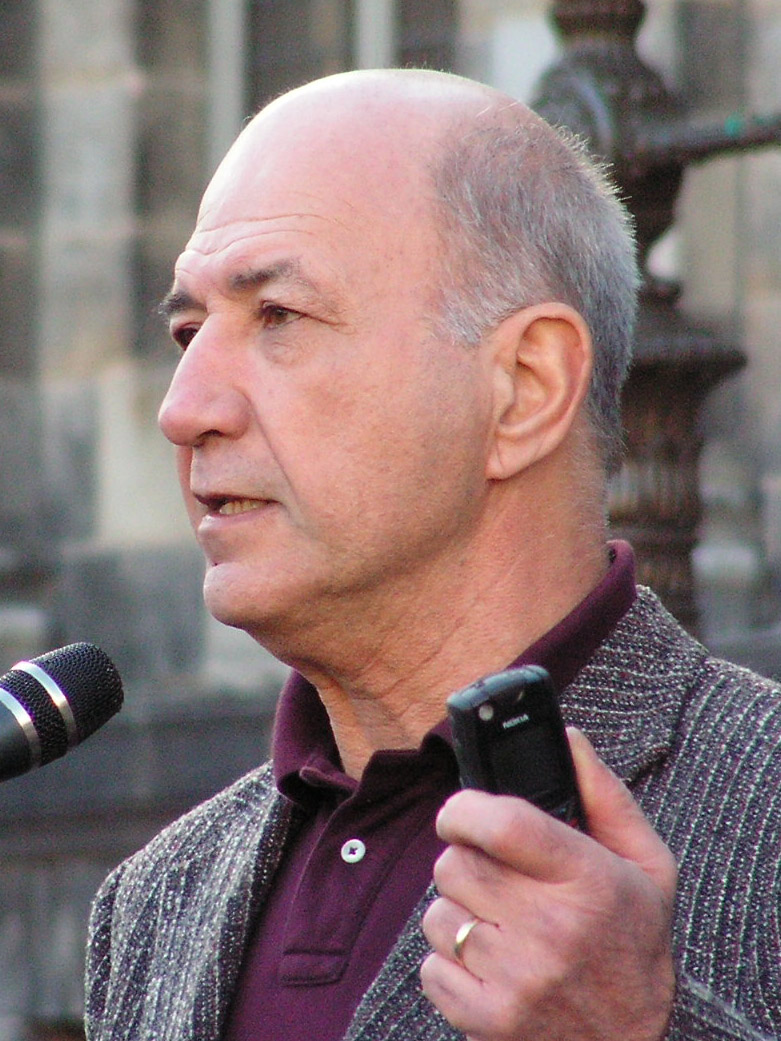
Wubbo Ockels tijdens een toespraak in Amsterdam 2007

Wubbo Ockels in 1978, als buitengewoon hoogleraar aan de Rijksuniversiteit Groningen verbonden wetenschapper, door de ESA (European Space Agency, de Europese organisatie voor ruimteonderzoek) geselecteerd om mee te werken aan het Spacelab-programma, een samenwerkingsproject van de ESA en de NASA.

## Onderscheidingen voor ruimteonderzoek
De Georges Lemaîtreprijs ter waarde van 25.000 euro wordt sinds 1995 om de twee jaar toegekend aan een wetenschapper die zich bijzonder verdienstelijk maakte in het uitbreiden en popularizeren van kennis op het gebied van de kosmologie, astronomie, astrofysica, geofysica of het ruimteonderzoek.

## Voorspellingen
Freeman Dyson stelde in het tijdschrift Science in 1961 dat een technisch geavanceerde beschaving haar eigen zon zou omhullen met een schil, bestaande uit (losse) grote bewoonbare eenheden. In de sciencefiction is dit idee wel vervormd tot een solide schil die de zon geheel omgeeft.